# Diahot
Der Diahot [dia'ɔt] ist der Hauptfluss von Grande Terre, der Hauptinsel der französischen Überseegemeinschaft Neukaledonien.
Der Diahot entspringt dem Gebirgsstock Tao an der Westflanke des Mont Panié und fließt von Südosten nach Nordwesten. Er mündet am Nordende, gegenüber der Insel Pam, in die Harcourtbai.
Die Länge beträgt etwa 90 km, von denen ca. 40 km bis zum Ort Bondé schiffbar sind. An der Mündung weist er eine Breite von 1200 m auf, die sich bis Bondé auf 100 m verringert. In den ersten 40 km von der Quelle verläuft er sehr kurvenreich („tausend Biegungen“). Im letzten Abschnitt, etwa 18 km stromabwärts bis zur Küste, verläuft in der Mitte des Flusses eine Sandbank, über der die Wassertiefe bei Flut nur 1,5 bis 3 m beträgt. Es kommt zu regelmäßigen Überschwemmungen. Als größter Fluss des Territoriums wurde er einst der „Amazonas von Neukaledonien“ genannt.